# Memory of the World Register – Arabiske lande
De første indtegnelser i UNESCOs Memory of the World Register blev foretaget i 1997. Programmet samler en fortegnelse over verdens dokumentariske verdensarv (manuskripter, mundtlige traditioner, audiovisuelle materialer samt biblioteks- og arkiv-materiale) for derved at udveksle viden om og få ressourcer til bevarelse, digitalisering og formidling af dokumentar-materialer. Indtil nu er 193 materialer eller materialesamlinger blevet indtegnet i registret, hvoraf 6 fra de arabiske lande.

## Materialer
| Land/Territorium | Materiale                                          | År indskrevet | Institution(er)                             | Reference |
| ---------------- | -------------------------------------------------- | ------------- | ------------------------------------------- | --------- |
| Egypten          | Erindringer om Suezkanalen                         | 1997          | Egyptens ambassade, Paris                   | [ 5 ]     |
| Egypten          | Bekendtgørelser fra sultaner og fyrster            | 2005          | Egyptens nationalarkiv, Kairo               | [ 6 ]     |
| Egypt            | Persiske illustrerede og illuminerede manuskripter | 2007          | Egyptens nationalarkiv, Kairo               | [ 7 ]     |
| Libanon          | Det fønikiske alfabet                              | 2005          | Nationalmuseet, Beirut                      | [ 1 ]     |
| Libanon          | Mindestøtte ved Nahr el-Kalb, Libanonbjerget       | 2005          | Kommunerne Zouk Mosbeh og Dbayeh            | [ 8 ]     |
| Saudiarabien     | Tidligste ismaliske (kufiske) indskrifter          | 2003          | nær Al-`Ula i det nordvestlige Saudiarabien | [ 9 ]     |

## Eksterne links
- Memory of the World Programme official website
- Memory of the World Register - Arab States